# Gorée
Gorée (in italiano anche Gorea) è un'isola del Senegal.

## Geografia
L'isola è situata a circa 2,5 km al largo di Dakar ed ha un'estensione pari a 36 ettari, è lunga circa un chilometro e larga 300 m. Ha una piccola spiaggia, situata dentro il porticciolo.

## Patrimonio dell'umanità
L'isola di Gorée è stata proclamata Patrimonio dell'umanità dell'UNESCO nel 1978, per il suo forte valore evocativo e simbolico. Gorée è infatti nota per essere stata dal XV al XIX secolo il più grande centro di commercio di schiavi della costa africana. Sull'isola si trova la Maison des Esclaves, la casa degli schiavi dalla quale sono transitati milioni di africani strappati alla loro terra d'origine per essere portati, fatti schiavi, nelle Americhe; essa ora è diventata un museo provvisto di guida senegalese (che si esprime in francese) che racconta il viaggio degli schiavi, dalla loro vita nella Maison des Esclaves alle armi usate dai commercianti di schiavi; di rilevante importanza è la porta che dà sul mare dalla quale gli schiavi venivano imbarcati sulle navi oppure buttati in mare se troppo deboli. L'isola fu usata per gli imbarchi fino al 1848, anno della terza rivoluzione francese e della definitiva abolizione della schiavitù nei territori francesi. Le costruzioni dell'isola sono in stile coloniale, circondate di buganvillee, le stradine di sabbia, gli edifici sono in pietra lavica.
Attualmente l'isola vive prevalentemente di turismo e commercio. Offre un buon numero di strutture ricettive e di ristorazione. Gli abitanti sono circa 2.000, in prevalenza di religione musulmana, con una forte percentuale di cattolici e con una significativa presenza di artisti: pittori, scultori, musicisti. Sull'isola è presente la chiesa di San Carlo Borromeo, dove a Natale e nelle principali feste viene celebrata la funzione religiosa accompagnata dai canti e dalle percussioni di tamburi djembe. Nella zona alta dell'isola, denominata "le castel" si possono ammirare i dipinti dei pittori qui residenti. Significativa la presenza di gruppi di percussioni, come gli Africa Djembé, che da molti anni conservano la tradizione della musica e dalla danza tradizionale di questa Isola. Tra i siti d'interesse, oltre alla Maison des Esclaves, il Museo della Donna, il Museo del Mare e il museo della schiavitù approvvigionata.
L'isola si raggiunge con il traghetto da Dakar.

## Amministrazione

### Gemellaggi
La città è gemellata con:
- Essaouira, dal 2005
- Drancy
- St. Martinville

## Galleria d'immagini

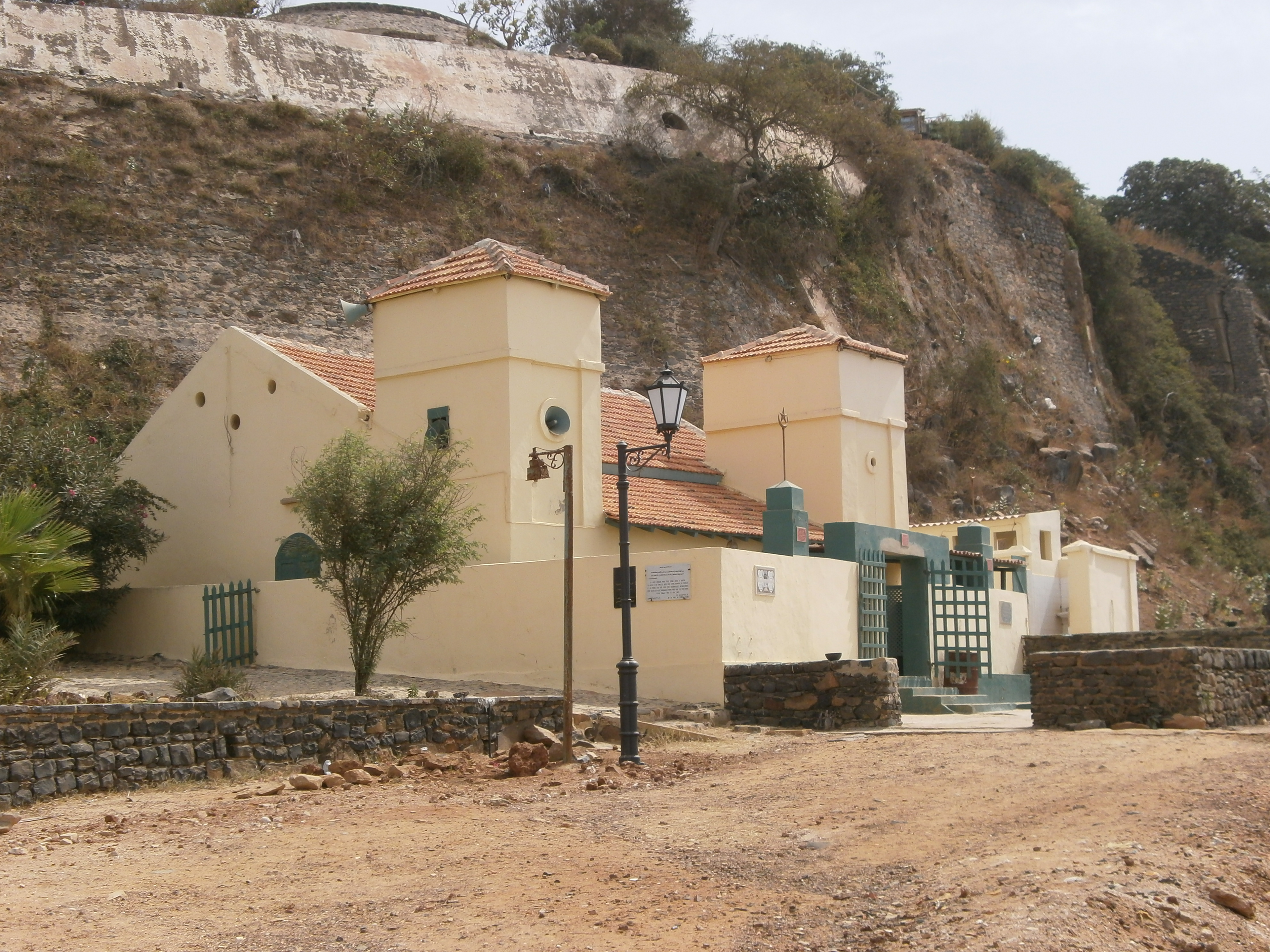
La moschea
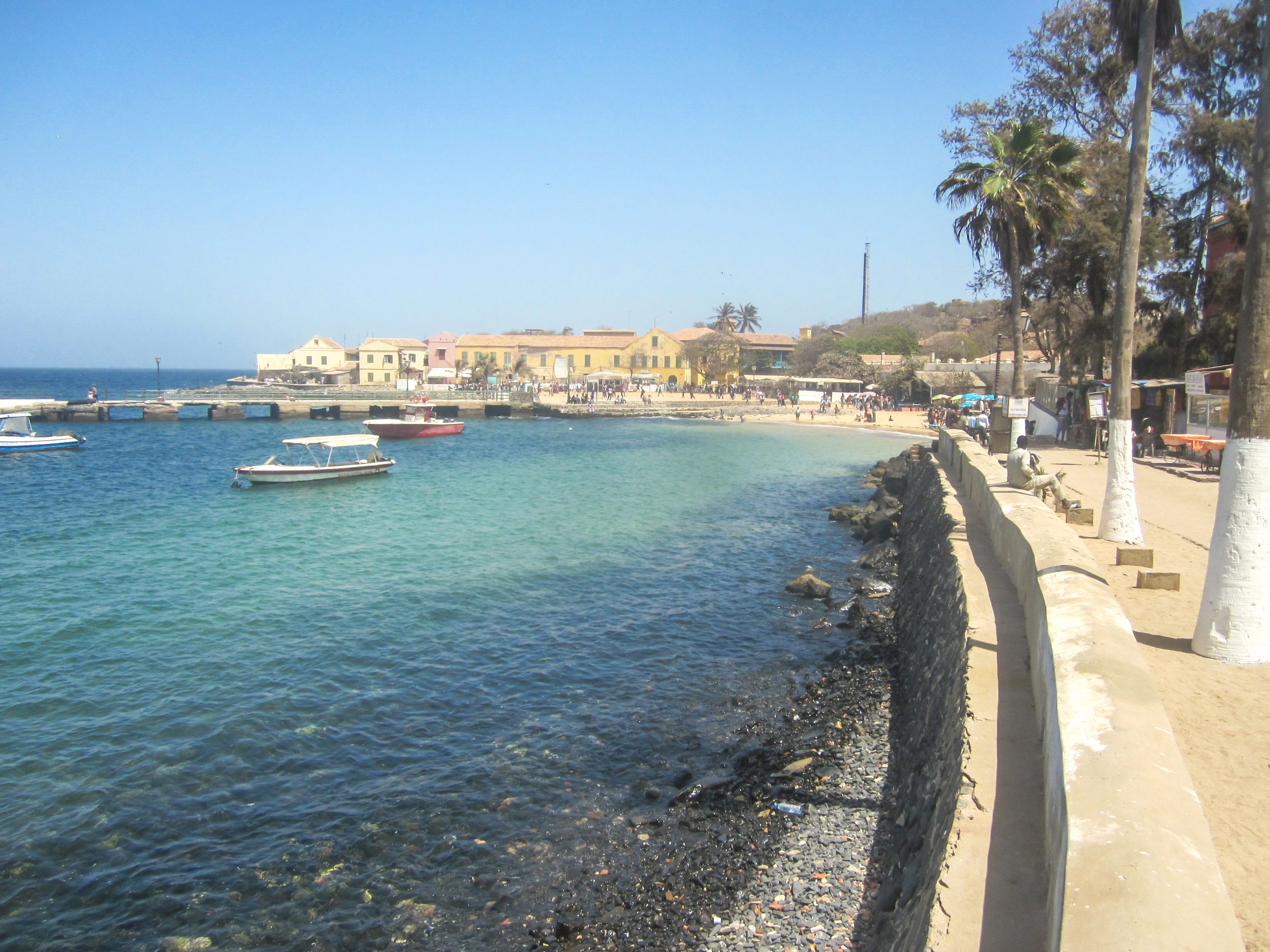
Il lungomare
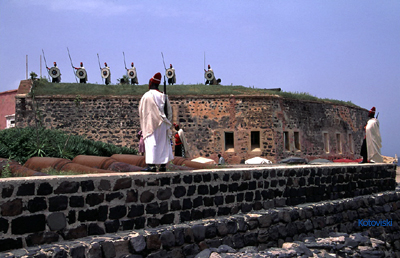
Il forte
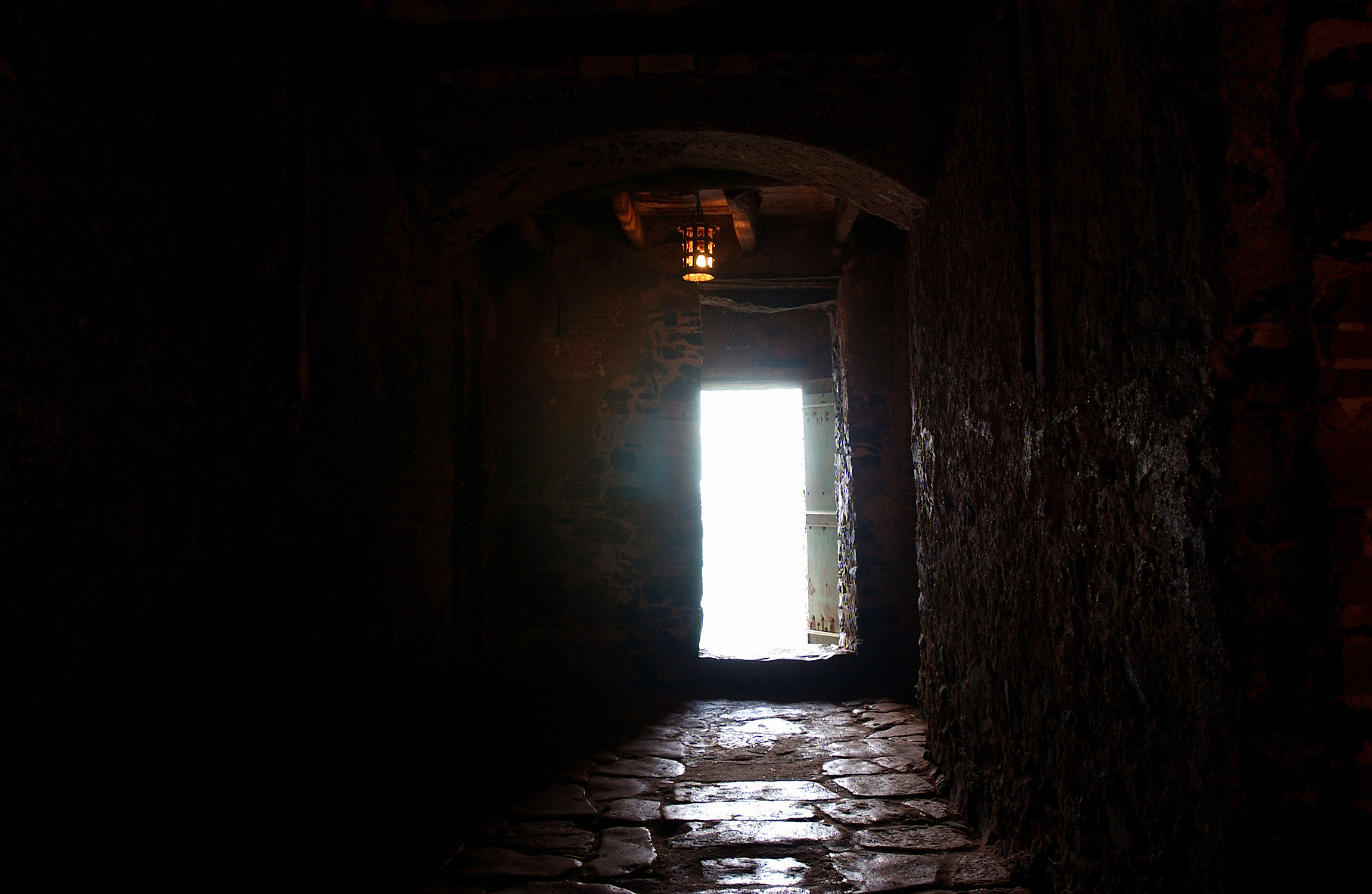
Porta della "Maison des Esclaves"